# United States Postal Service

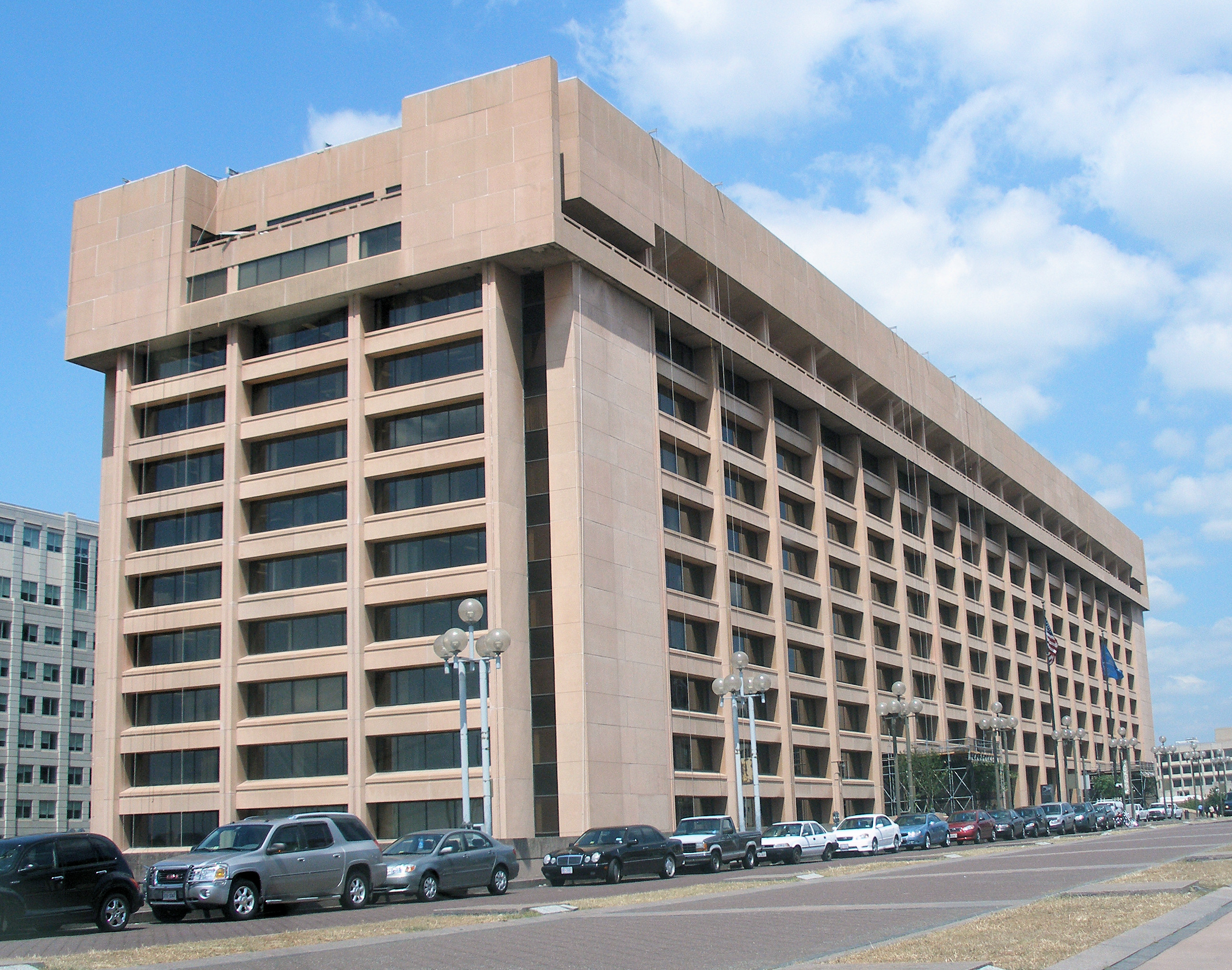
United States Postal Service huvudkontor vid L'Enfant Plaza i Washington.

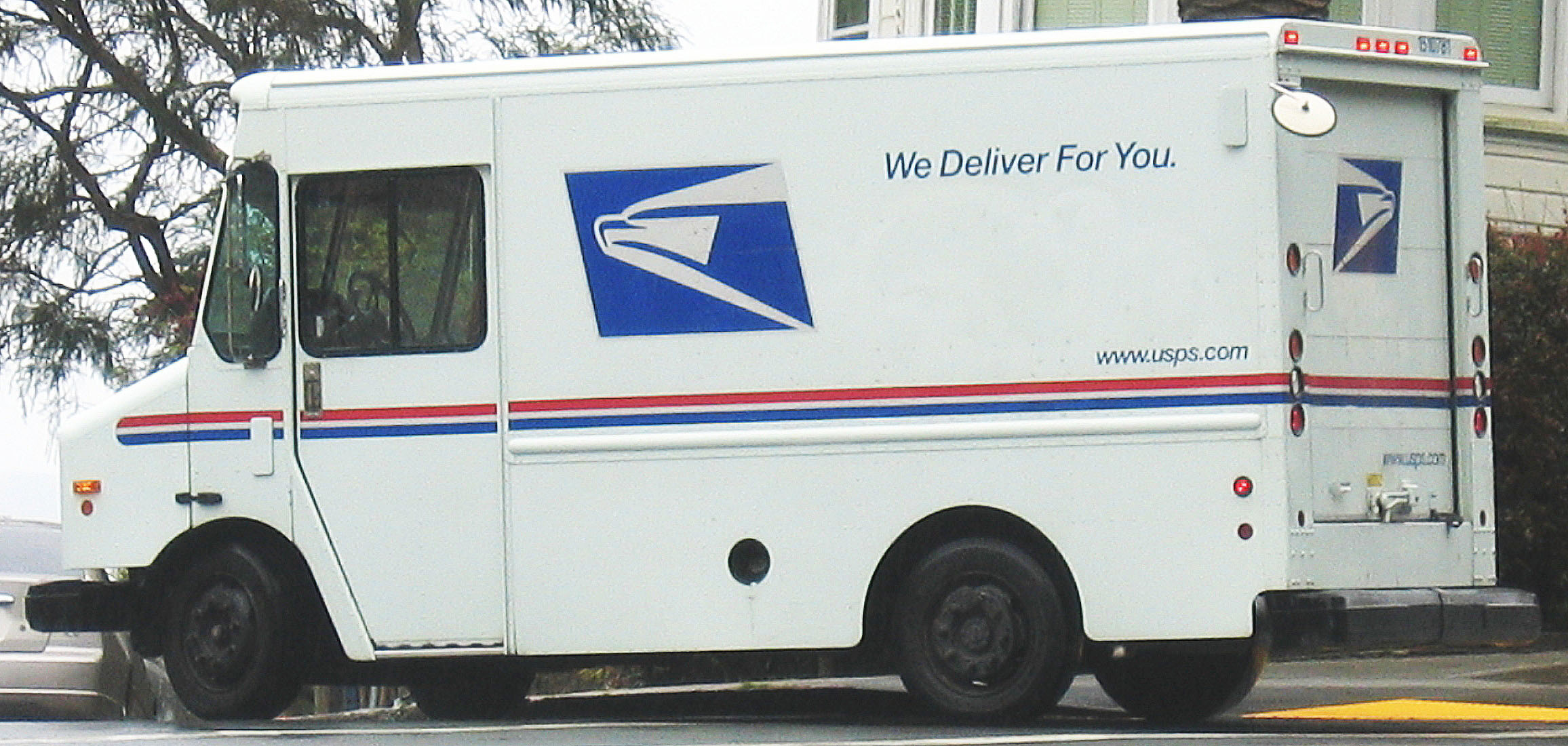
Postbil från USPS.

United States Postal Service (USPS) är det amerikanska federala postverket som är organiserat som en fristående myndighet.
Innanför USA:s gränser har USPS ett monopol på befordran av normala brev. De konkurrerar dock ifråga om befordran av paket med privata företag som UPS, Fedex, TNT och DHL, och med cykelbud om befordran av brådskande brev.

## Historik
Post Office Department bildades 1775, under den andra kongressen då Benjamin Franklin utsågs till den första generalpostmästaren (engelska: Postmaster General), han hade också en liknande position för kolonierna i Kungariket Storbritannien. Generalpostmästaren utsågs av USA:s president med senatens råd och samtycke och ingick fram till 1970 i presidentens kabinett. De första postkontoren öppnades 1792. 
Från 1970 ombildades regeringsdepartementet Post Office Department till United States Postal Service, en fristående myndighet i USA:s federala statsmakt. USPS är juridiskt skyldig att betjäna alla amerikaner, oavsett var de är bosatta, till enhetligt pris.
2019 var 469 934 fast anställda, och 136 174 deltidsanställda

## Postkontor
Det finns cirka 36 000 US Postal Service postkontor, stationer och filialer. Förutom att skicka och ta emot brev och paket, erbjuder USPS platser frimärken, vykort, brevpapper och amerikanska passfoton till försäljning. Från och med april 2020 levereras USPS passtjänster efter överenskommelse. Fototjänster för andra dokument tillhandahålls inte på USPS filialer.

## Coronaviruspandemi och röstning per post
Att rösta per post har blivit en allt vanligare praxis i USA, där 25 % av väljarna i hela landet skickade sina röstsedlar 2016 och 2018. Coronaviruspandemin 2020 förutspåddes orsaka en stor ökning av brevröstningen på grund av den möjliga faran med att samlas vid vallokaler. För valet 2020 drog en stat-för-stat-analys slutsatsen att 76 % av amerikanerna var berättigade att rösta per post 2020, ett rekordantal. Analysen förutspådde att 80 miljoner röstsedlar skulle kunna avges per post 2020 – mer än dubbelt så många som 2016.

## Minne
Den 3 september 1975, för tvåhundraårsjubileet av United States Postal Service, utfärdades ett kvartsblock med 10-cents frimärken, som innehöll olika sätt att skicka post.